# Ірано-ліванські відносини
Ірано-ліванські відносини — двосторонні дипломатичні відносини між Іраном та Ліваном.

## Історія
У 1979 в Ірані відбулася Ісламська революція, що було захоплено сприйнято шиїтською громадою Лівану.
На початку 1980-х Іран надавав фінансову та моральну підтримку ліванським організаціям шиїтів.
У 1982 ізраїльські збройні сили здійснили вторгнення на територію Лівану, як контрзаходи Іран направив до цієї країни підрозділи Корпусу Стражів Ісламської революції. Ці підрозділи брали участь у боях, а також допомагали впоратися з гуманітарною катастрофою у Лівані.
З кінця 1980-х, ймовірно, Іран почав надавати широку підтримку ліванському угрупованню Хезболла.

## Торгівля
У 2006 товарообіг між країнами становив суму 78,4 млн. доларів США . 
У 2010 товарообіг становив суму 180 млн. доларів США.